# Мусралиев, Молдахим
Молдахим Мусрали́ев (1906—1976) — советский и казахский передовик сельскохозяйственного производства.

## Биография
Родился в 1906 году в селе Сарыжаз (ныне Райымбекский район, Алматинская область, Казахстан). Происходит из рода албан Старшего жуза.
В 1925—1926 годах — секретарь комсомольской организации, затем председатель сельского совета Карабулак, Кегенский район.
Директор районного учреждения заготовки продуктов животноводства, председатель колхоза «Социалистический Казахстан» (1940—1942). Участник Великой Отечественной войны (1942—1944).
В 1944—1955 годах председатель колхозов «Кызылту» и Ленина. В 1955—1964 годах заведующий отделением колхоза «Кызылту».

## Награды и премии
- Герой Социалистического Труда (1948)
- орден Ленина[2]
- медали
- Сталинская премия третьей степени (1950) — за выведение новой породы тонкорунных овец «Казахский архаромеринос»